# Masradapis
Masradapis — викопний рід ценопітекових приматів з пріабонської формації Біркет Карун Фаюмської западини, Єгипет. Тип і єдиний вид, Masradapis tahai, був названий і описаний Еріком Р. Зайффертом та ін. у 2017 році. Байєсівське датування в поєднанні з байєсівським біогеографічним аналізом припускає, що загальний предок відомих ценопітеків розсіявся в Афро-Аравії з Європи між 49.4 і 47.4 млн років тому, і що транстефійське зворотне поширення пояснює пізнішу присутність ценопітека в Європі.